# Armenië op de Olympische Zomerspelen 2012
Armenië nam deel aan de Olympische Zomerspelen 2012 in Londen, Verenigd Koninkrijk.

## Medailleoverzicht
| Sport     | Olympiër          | Onderdeel                  | Medaille |
| --------- | ----------------- | -------------------------- | -------- |
| Worstelen | Arsen Julfalakyan | grieks-romeins, -74 kg (m) | Zilver   |
|           |                   |                            |          |
| Worstelen | Artoer Aleksanjan | grieks-romeins, -96 kg (m) | Brons    |

## Deelnemers en resultaten
(m) = mannen, (v) = vrouwen 

### Atletiek
| Olympiër             | Onderdeel       | Resultaat | Prestatie                             |
| -------------------- | --------------- | --------- | ------------------------------------- |
| Varden Pahlevanyan   | verspringen (m) | 40e       | kwalificatie groep A: 21e met 6,55 m  |
| Arsen Sargsyan       | verspringen (m) | 25e       | kwalificatie groep B: 11e met 7,62 m  |
| Melik Janoyan        | speerwerpen (m) | 39e       | kwalificatie groep B: 17e met 72,64 m |
|                      |                 |           |                                       |
| Kristine Harutuntyan | speerwerpen (v) | 38e       | kwalificatie groep A: 18e met 47,65 m |

### Boksen
| Olympiër          | Onderdeel | Resultaat | Prestatie                          |
| ----------------- | --------- | --------- | ---------------------------------- |
| Andranik Hakobyan | -75kg (m) | 17e       | 1e ronde: V van USA Gauscha: 12-13 |

### Gewichtheffen
| Olympiër             | Onderdeel | Resultaat | Prestatie                                                   |
| -------------------- | --------- | --------- | ----------------------------------------------------------- |
| Arakel Mirzoyan      | -69kg (m) | DNF       | trekken: 6e met 148 kg stoten: niet beëindigd               |
| Tigran Martirosyan   | -77kg (m) | DNF       | (blessure)                                                  |
| Ara Khachatryan      | -85kg (m) | DNF       | trekken: niet beëindigd                                     |
| Norayr Vardanyan     | -94kg (m) | 11e       | trekken: 9e met 170 kg stoten: 8e met 210 kg totaal: 380 kg |
|                      |           |           |                                                             |
| Meline Daluzyan      | -69kg (v) | DNF       | trekken: 6e met 111kg stoten: niet beëindigd                |
| Hripsime Khurshudyan | -75kg (v) | DSQ       | trekken: 4e met 128 kg stoten: 3e met 166 kg totaal: 294 kg |

### Gymnastiek
| Olympiër      | Onderdeel                | Resultaat | Prestatie |
| ------------- | ------------------------ | --------- | --- |
| Artur Davtyan | meerkamp individueel (m) | 36e       | 82,865 punten in kwalificatie 14,233 op brug 13,900 op paard voltige 13,366 op rekstok 13,400 op ringen 14,833 op sprong 13,800 op vloer |

### Judo
| Olympiër          | Onderdeel | Resultaat      | Prestatie |
| ----------------- | --------- | -------------- | --- |
| Hovhannes Davtyan | -60kg (m) | 7e             | 1e ronde: W van GER Englmaier: ippon 2e ronde: W van AZE Mushkiyev: waza-ari 3e ronde: W van KAZ Kossayev: waza-ari kwartfinale: V van ITA Verde: jurybeslissing herkansing: V van FRA Milous: yuko |
| Armen Nazarjan    | -66kg (m) | achtste finale | 1e ronde: vrij 2e ronde: W van PNG Ovinou: waza-ari 3e ronde: V van POL Zagrodnik: waza-ari |

### Schietsport
| Olympiër          | Onderdeel            | Resultaat | Prestatie                                    |
| ----------------- | -------------------- | --------- | -------------------------------------------- |
| Norayr Bakhtamyan | 50m pistool (m)      | 18e       | kwalificatie: 557 punten (95-96-87-91-94-94) |
| Norayr Bakhtamyan | 10m luchtpistool (m) | 16e       | kwalificatie: 579 punten (95-99-97-98-97-93) |

### Taekwondo
| Olympiër       | Onderdeel | Resultaat | Prestatie |
| -------------- | --------- | --------- | --- |
| Arman Yeremyan | -80kg (m) | 5e        | 1e ronde: W van CAN Michaud 8-4 kwartfinale: W van NED Mollet: 6-4 halve finale: V van ARG Crismanich: 1-2 herkansingen: V van GBR Muhammed: 3-9 |

### Worstelen
| Olympiër               | Onderdeel   | Resultaat   | Prestatie |
| Vrije stijl            | Vrije stijl | Vrije stijl | Vrije stijl |
| ---------------------- | ----------- | ----------- | --- |
| Mihran Jaburyan        | -55kg (m)   | 7e          | kwalificatie: vrij 1e ronde: W van HON Escobar 3-1 kwartfinale: V van JPN Yumoto: 1-3                                                                       |
| David Safaryan         | -66kg (m)   | 8e          | kwalificatie: vrij 1e ronde: W van EGY Omar: 5-0 kwartfinale: V van KAZ Tanatarov: 1-3                                                                      |
| Hajimurad Nurmagomedov | -84kg (m)   | 11e         | kwalificatie: W van TJK Abdusalomov: 3-1 1e ronde: V van IRI Lasgari: 0-3                                                                                   |
| Grieks-Romeins         |             |             | |
| Hovhannes Varderesyan  | -66kg (m)   | 19e         | kwalificatie: V van KOR Hyeon-Woo: 0-3 herkansingen: V van CUB Mulens: 0-3                                                                                  |
| Arsen Julfalakyan      | -74kg (m)   | Zilver      | kwalificatie: vrij 1e ronde: W van KGZ Kobonov: 3-0 kwartfinale: W van BLR Kikiniou: 3-0 halve finale: W van AZE Ahmadov: 5-0 finale: V van RUS Vlasov; 0-2 |
| Artoer Aleksanjan      | -96kg (m)   | Brons       | kwalificatie: W van ITA Timoncini: 3-0 1e ronde: V van IRI Rezaei: 0-3 herkansingen: W van TUR Ildem: 3-0 bronzen finale: W van CUB Estrada: 3-0            |
| Yuri Patrikeyev        | -120kg (m)  | 8e          | kwalificatie: W van RUS Baroyev: 4-1 1e ronde: V van IRI Babajanzadeh: 1-3                                                                                  |

### Zwemmen
| Olympiër          | Onderdeel            | Resultaat | Prestatie              |
| ----------------- | -------------------- | --------- | ---------------------- |
| Mikael Koloyan    | 100 m vrije slag (m) | 45e       | serie 3: 8e in 53,82   |
|                   |                      |           |                        |
| Anahit Barseghyan | 100 m rugslag (v)    | 44e       | serie 1: 4e in 1.08,19 |

Afghanistan · Albanië · Algerije · Amerikaanse Maagdeneilanden · Amerikaans-Samoa · Andorra · Angola · Antigua en Barbuda · Argentinië · Armenië · Aruba · Australië · Azerbeidzjan · Bahama's · Bahrein · Bangladesh · Barbados · België · Belize · Benin · Bermuda · Bhutan · Bolivia · Bosnië en Herzegovina · Botswana · Brazilië · Britse Maagdeneilanden · Brunei · Bulgarije · Burkina Faso · Burundi · Cambodja · Canada · Centraal-Afrikaanse Republiek · Chili · China · Chinees Taipei · Colombia · Comoren · Congo-Brazzaville · Congo-Kinshasa · Cookeilanden · Costa Rica · Cuba · Cyprus · Denemarken · Djibouti · Dominica · Dominicaanse Republiek · Duitsland · Ecuador · Egypte · El Salvador · Equatoriaal-Guinea · Eritrea · Estland · Ethiopië · Fiji · Filipijnen · Finland · Frankrijk · Gabon · Gambia · Georgië · Ghana · Grenada · Griekenland · Groot-Brittannië · Guam · Guatemala · Guinee · Guinee‑Bissau · Guyana · Haïti · Honduras · Hongarije · Hongkong · Ierland · IJsland · India · Indonesië · Irak · Iran · Israël · Italië · Ivoorkust · Jamaica · Japan · Jemen · Jordanië · Kaaimaneilanden · Kaapverdië · Kameroen · Kazachstan · Kenia · Kirgizië · Kiribati · Koeweit · Kroatië · Laos · Lesotho · Letland · Libanon · Liberia · Libië · Liechtenstein · Litouwen · Luxemburg · Macedonië · Madagaskar · Malawi · Maldiven · Maleisië · Mali · Malta · Marshalleilanden · Marokko · Mauritanië · Mauritius · Mexico · Micronesië · Moldavië · Monaco · Mongolië · Montenegro · Mozambique · Myanmar · Namibië · Nauru · Nederland · Nepal · Nicaragua · Nieuw-Zeeland · Niger · Nigeria · Noord-Korea · Noorwegen · Oeganda · Oekraïne · Oezbekistan · Oman · Oostenrijk · Oost-Timor · Pakistan · Palau · Palestina · Panama · Papoea-Nieuw-Guinea · Paraguay · Peru · Polen · Portugal · Puerto Rico · Qatar · Roemenië · Rusland · Rwanda · Saint Kitts en Nevis · Saint Lucia · Saint Vincent en Grenadines · Salomonseilanden · Samoa · San Marino · Sao Tomé en Principe · Saoedi-Arabië · Senegal · Servië · Seychellen · Sierra Leone · Singapore · Slovenië · Slowakije · Soedan · Somalië · Spanje · Sri Lanka · Suriname · Swaziland · Syrië · Tadzjikistan · Tanzania · Thailand · Togo · Tonga · Trinidad en Tobago · Tsjaad · Tsjechië · Tunesië · Turkije · Turkmenistan · Tuvalu · Uruguay · Vanuatu · Venezuela · Verenigde Arabische Emiraten · Verenigde Staten · Vietnam · Wit-Rusland · Zambia · Zimbabwe · Zuid-Afrika · Zuid-Korea · Zweden · Zwitserland · Onafhankelijke atleten